# Dán tengerentúli gyarmatok

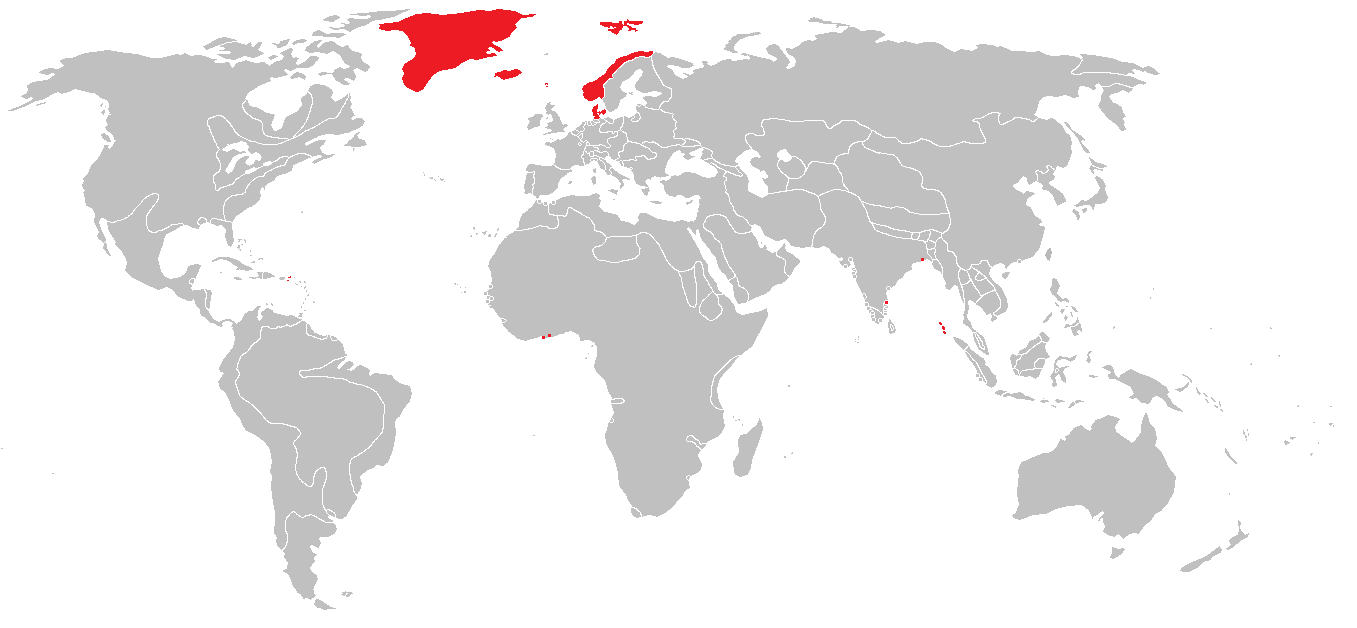
Dánia–Norvégia gyarmatai 1800 körül.

Dánia már a 13. század eleje – Dán Észtország létrehozása óta – többféle formában birtokolt gyarmati területeket. Dánia–Norvégia, a két ország perszonáluniója több ősi norvég birtokot, például Grönlandot, Izlandot, Feröert, valamint az Orkney- és Shetland-szigeteket is irányítása alá vonta. A 17. században elszenvedett skandináviai területveszteségek nyomán Dánia–Norvégia Indiában, Afrikában és a Karib-térségben hozott létre gyarmatokat, erődöket és kereskedőtelepeket.
Az Európában uralkodóvá váló merkantilista szemlélet jegyében IV. Keresztély volt az első uralkodó, aki fontosnak tartotta a tengeri kereskedelem szerepének növelését. Az első dán gyarmatot 1620-ban alapították az indiai Tranquebarban. A gyarmat felfedezése Ove Gjedde admirális nevéhez fűződik.
A dán gyarmatbirodalom egyetlen – ám fontos – maradványa Grönland, ami 1953 óta gyarmat helyett a dán állam autonóm tartománya. Feröer 1948 óta rendelkezik autonómiával.

## India

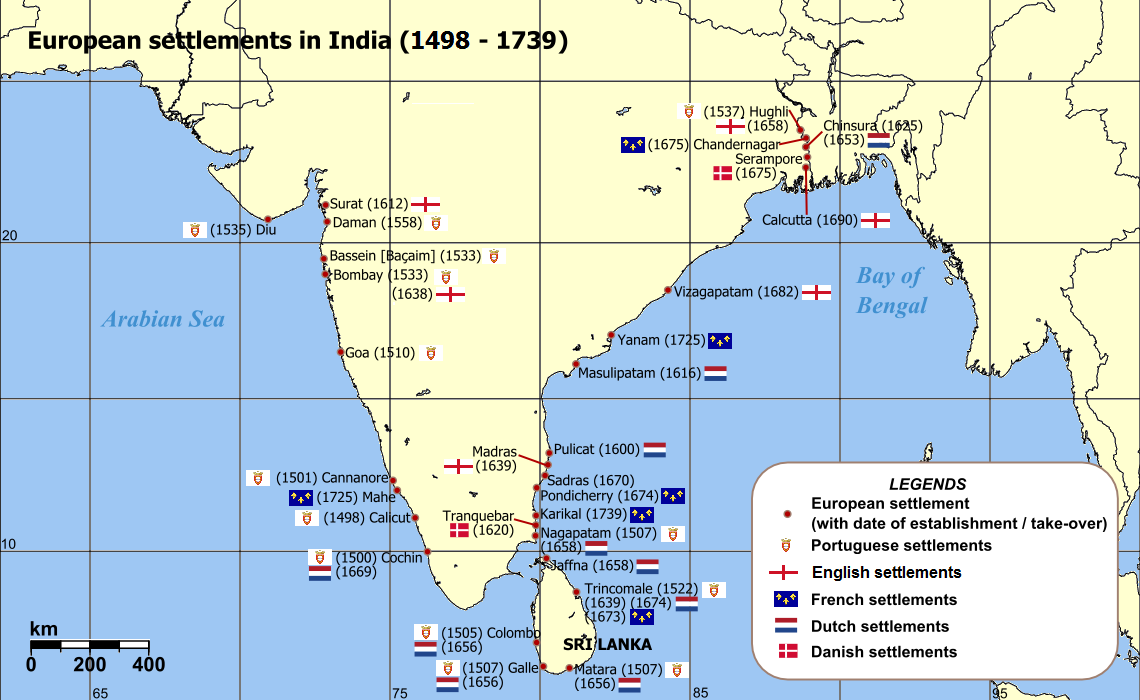
Dán és más európai gyarmatok Indiában.

A 17. és 19. század között Dánia apró gyarmatok és kereskedőtelepek sorát alapította az indiai szubkontinensen, ám ezek legtöbbjét később a térséget uraló briteknek adták el, vagy adták át ingyen.
Trankebar több mint 200 évig volt dán kézben, mielőtt 1845-ben a britek megvették volna. Trankebar sosem volt egy kimagaslóan jövedelmező vállalkozás, ám mégis sikeresnek számított.
1755-ben Dánia megszerzett egy Serampore nevű falut, amit Frederiksnagorénak neveztek, később pedig Achne és Pirapur városa is hozzájuk került. Ezek Kalkuttától nagyjából 25 kilométerre északra találhatók. Seramporéban 1829-ben dán egyetemet alapítottak, ami még ma is működik. 1845-ben ezek a városok is brit kézre kerültek. További dán gyarmatok szerveződtek Dansborgban és a Nikobár-szigeteken, amit a dánok Frigyes-szigeteknek (Frederik Øerne) hívtak.

## Karib-térség
Dánia 1671-ben Saint Thomas, majd 1718-ban Saint John szigetén alapított gyarmatot, 1733-ban pedig Saint Croix-t vette meg Franciaországtól; ezeket a szigeteket együttesen Dán Nyugat-Indiának nevezték. Gazdaságuk legfőbb területe az ott termő cukornád feldolgozása volt. A szigeteket az Amerikai Egyesült Államok 1917-ben 25 millió dollárért vette meg. Eladásuk fő oka gazdasági hanyatlásuk volt; az USA tengeri támaszpontokat akart kialakítani rajtuk. A szigeteket 1917 óta Amerikai Virgin-szigeteknek hívják.

## Afrika
A nyugat-afrikai Aranyparton – leginkább a mai Ghána területén – Dánia három kereskedőtelepet, valamint négy erődítményt hozott létre. A három kereskedőtelep Fort Frederiksborg (Kpompo), a svédektől megvásárolt Fort Christiansborg (Accra mellett) és Frederiksberg volt. A négy erőd az 1784-ben épült Fort Prinsensten, az 1787-ben épült Fort Augustaborg, Fort Friedensborg és Fort Kongensten volt; nagy részüknek ma már csak a romjai láthatók. Ma már csak Fort Christiansborgot használják, ami a ghánai elnök rezidenciája. Frederiksborg mellett ültetvényeket hoztak létre, de azok csődbe mentek. Fort Christiansborg lett a nyugat-afrikai dán uralom és a Dán Nyugat-Indiába irányuló rabszolgakereskedelem központja. 1807-ben az ashantik legyőzték a dánok üzleti partnereit, ezért a dánok elhagyták támaszpontjaikat, az erődöket pedig 1850-ben Nagy-Britanniának adták el.

## Lásd még
- Dán gyarmatosítás Amerikában
- Dánia történelme